# Vengeance Engine

Скриншот из игры BioShock, демонстрирующий визуализацию воды и светопреломления.

Vengeance Engine — игровой движок, разработанный американской компанией Irrational Games и основанный на Unreal Engine 2.5.

## Технические характеристики
Vengeance Engine был основан на Unreal Engine 2.5, созданном Epic Games, и содержал ряд изменений в сравнении с оригиналом. Наибольшие изменения коснулись графического движка: добавлены работа с DirectX 9 с использованием пиксельных шейдеров 2.0; рельефное текстурирование с использованием попиксельного освещения для анимированных моделей и объектов; использование системы освещения High Dynamic Range; водные поверхности с использованием шейдеров; улучшенное текстурирование ландшафта и карт освещения; оптимизированная отрисовка ландшафтов.
Помимо этого, был интегрирован физический движок Havok 2, заменивший поставлявшийся тогда с Unreal Engine 2.5 Karma.
Встроена улучшенная версия редактора уровней UnrealEd с дополнительными функциями и собственной надстройкой для создания кат-сцен на движке, названной Mojo.
С использованием данного движка вышли научно-фантастический шутер Tribes: Vengeance 2004 года, а также тактический шутер SWAT 4 2005 года и его продолжение SWAT 4: The Stetchkov Syndicate.

### Дальнейшее развитие
Дальнейшее использование Vengeance Engine, вероятно, состоялось в  BioShock, чей релиз состоялся в 2007 году. В ряде источников упоминается, что игра «использует Vengeance Engine». В то же время некоторые источники описывают его как «Vengeance Engine 2» — обновленный Vengeance Engine с встроенными возможностями из Unreal Engine 3. При этом в других источниках движок описан или как «модифицированный Unreal Engine 3» или как «модифицированный Unreal Engine 2.5».
В техническом плане, для BioShock были произведены доработки, в сравнении с предыдущей версией. Физический движок был обновлен до Havok 3. Множественные доработки графического движкка: шейдеры обновлены до версии 3.0 на DirectX 9, поддержка DX10 (под Windows Vista) и шейдеров 4.0; улучшены эффекты HDR; поддержка virtual displacement mapping (техника создания рельефных текстур); высококачественные мягкие тени и улучшенные эффекты водной поверхности (при помощи шейдеров). Особенное внимание при улучшении рендера уделялось обработке водных поверхностей, в связи с тем, что действие BioShock происходит на территории подводного города. Проведена оптимизация для работы многоядерных процессорах. Разработана система интерфейса GameSWF, основанная на Flash UI — она позволяет использовать в игре Flash-элементы, например, в качестве HUD или меню. Также был встроен новый звуковой движок на основе FMOD. Улучшениям подвергся и редактор уровней UnrealEd (с новой версией Mojo).
В конечном итоге, BioShock получила крайне положительные оценки, в особенности был отмечен высокий уровень графики (нередко обозревателями отмечалась отдельно обработка воды и водных поверхностей).
Движок получил очередные улучшения для BioShock 2 2010 года, в частности, улучшенные эффекты воды, объемный туман, обновленный искусственный интеллект и ambient inclusion. Кроме того, в этой игре впервые в серии появился многопользовательский режим; код для него пришлось полностью написать Digital Extremes, ответственным за эту составляющую, так как оригинальный код BioShock 1 не подразумевал сетевого режима.
Третья номерная часть BioShock, BioShock Infinite, выпущенная в 2013 году, уже использовала доработанный Unreal Engine 3, название Vengeance не упоминается. Согласно геймдизайнеру компании Кену Левину: «Это совсем другой движок, чем тот, который был у нас раньше... нам пришлось отказаться от всего, что было в первой игре... Тот движок был хорош для построения узких коридоров и подводных подземных сооружений, но для больших пространств нам нужна была другая технология».
В 2016 году на ПК, PlayStation 4 и Xbox One был выпущен сборник BioShock: The Collection (спустя несколько лет игры состоялся релиз на macOS и Nintendo Switch). В него вошли обновленные издания первых двух частей BioShock — BioShock Remastered и BioShock 2 Remastered соответственно (позже стали доступны для отдельной покупки). Обновлённые версии были разработаны американской студией Blind Squirrel Games. В числе технических улучшений, внесенных в движок — обновленный рендеринг под DirectX 11, улучшенное освещение и тени, отражения в реальном времени и карты рельефа (англ. real-time reflections and bump maps), улучшенная работа на 64-битных системах и многопоточность (Blind Squirrel Games, проводившая эти работы, описывает это как как «re-wrote the 2.5 Unreal Engine to take advantage of both 64-bit & Multi-Threading», не упоминая название Vengeance).

## Игры, использующие Vengeance Engine
- 2004 — Tribes: Vengeance от Irrational Games Australian Studio[1][2][3][4]
- 2005 — SWAT 4 от Irrational Games Boston Studio[5][6]
- 2006 — SWAT 4: The Stetchkov Syndicate от Irrational Games Australian Studio
- 2007 — BioShock от 2K Boston и 2K Australia[9][10][11])
  - 2016 — BioShock Remastered от Blind Squirrel Games[20][21]
- 2010 — BioShock 2 от 2K Marin, 2K China, 2K Australia и Digital Extremes
  - 2016 — BioShock 2 Remastered от Blind Squirrel Games[20][21]